# GlaubeLiebeTod
GlaubeLiebeTod (niem. WiaraMiłośćŚmierć) – dziewiąty studyjny album zespołu Oomph!, wydany 6 kwietnia 2006 roku. Dostępny jest także digipak z dwoma bonusowymi piosenkami oraz specjalnym DVD.
Na okładce, jako odwzorowanie trzech wspomnianych w tytule albumu rzeczy i zjawisk, pojawiają się krzyż, serce i czaszka.

## Lista utworów
1. "Gott ist ein Popstar!" (Bóg jest gwiazdą popu)
2. "Das letzte Steichholz" (ostatnia zapałka)
3. "Träumst du?" (śnisz?)
4. "Die Schlinge" (pętla)
5. "Du willst es doch auch" (przecież tego chcesz)
6. "Eine Frau spricht im Schlaf" (kobieta mówi przez sen)
7. "Mein Schatz" (mój skarb)
8. "Dreh dich nicht um" (nie obracaj się)
9. "Land im Sicht" (ziemia na horyzoncie)
10. "Tanz in den Tod" (tańcz do upadłego)
11. "Ich will deine Seele" (chcę twojej duszy)
12. "Zuviel Liebe kann dich töten" (zbyt dużo miłości może cię zabić)

## Dodatki w digipaku
- "Wenn du mich lässt" (gdy mnie zostawisz)
- "Menschsein" (być człowiekiem)
- teledysk "Gott ist ein Popstar!"

## Single
- "Gott ist ein Popstar" (26 lutego 2006)
- "Das letzte Streichholz" (5 maja 2006)
- "Die Schlinge" (28 lipca 2006)
- "Träumst du?" (10 lutego 2007)

## Teledyski
- "Gott ist ein Popstar!"
- "Das letzte Streicholz"
- "Die Schlinge"
- "Träumst du?"